# Dan Laustsen
Dan Laustsen (Aalborg, 15 de junho de 1954) é um diretor de fotografia dinamarquês. Graduado pela Den Danske Filmskole em 1979, é membro da Sociedade Dinamarquesa de Cinematografia e reconhecido pelos trabalhos em parceria com Guillermo del Toro.

## Filmografia
- The Shape of Water
- John Wick: Chapter Two
- Crimson Peak
- Brotherhood of the Wolf
- Darkness Falls
- Mimic
- Nattevagten
- Nightwatch
- Silent Hill
- The League of Extraordinary Gentlemen
- Qaamarngup uummataa
- 1864